# Dioctria bithynica
Dioctria bithynica är en tvåvingeart som beskrevs av Emile Janssens 1968. Dioctria bithynica ingår i släktet Dioctria och familjen rovflugor. Inga underarter finns listade i Catalogue of Life.